# Fahrenheit (Achterbahn)
Fahrenheit in Hersheypark (Hershey, Pennsylvania, USA) ist eine Stahlachterbahn vom Modell Vertical Lift Coaster des Herstellers Intamin, die am 24. Mai 2008 eröffnet wurde.
Sie besteht aus einem 36,9 m hohen vertikalen Kettenlifthill, sowie sechs Inversionen, darunter einen Norwegian Loop, eine Cobra-Roll und einen doppelten Korkenzieher, sowie Airtime-Hügeln und High-Speed-Kurven. Mit ihrem 97°-steilen First Drop übertrifft die Steilheit die der parkeigenen Achterbahn Storm Runner mit einer maximalen Steigung von 90°.

## Züge
Fahrenheit besitzt drei Züge mit jeweils drei Wagen. In jedem Wagen können vier Personen (zwei Reihen à zwei Personen) Platz nehmen. Als Rückhaltesystem kommen Schulterbügel zum Einsatz.